# 甲基磺酰氯
甲基磺酰氯是一种含有磺酰氯官能团的化合物，常用于合成甲基磺酸酯。

## 制备
甲基磺酰氯是一种高毒性、易潮解、具有腐蚀性和催泪性的化学品。该化合物需储存在干燥的地方，最好是干燥器中。在工业生产中，它可直接通过甲烷与硫酰氯发生自由基反应（1）制备：
CH4 (g) + SO2Cl2 (g) → CH3SO2Cl + HCl (g)   (1)
其他的工业制备法还可将甲基磺酸作为起始原料，而甲基磺酸可通过甲烷与三氧化硫（2）或通过更强烈的甲基硫醇发生氧化反应制备（3）。
CH4 (g) + SO3 (g) → CH3SO3H (l)    (2)
CH3SH + HNO3 → CH3SO3H + H2O + NOx   (3)
甲基磺酸可与氯化亚砜（4）或光气（5）发生反应以制备甲基磺酰氯：
CH3SO3H + SOCl2 → CH3SO2Cl + SO2 + HCl    (4)
CH3SO3H + COCl2 → CH3SO2Cl + CO2 + HCl    (5)

## 应用

### 甲基磺酸酯
甲基磺酰氯的主要用途在于从醇制备甲基磺酰酯，反应过程中需要非亲核性碱的参与。甲基磺酸酯可用于亲核取代反应、消除反应、还原反应、重排反应的中间体。当使用路易斯酸和肟处理时，甲磺酸酯可发生贝克曼重排。
甲磺酸酯有时还可用于醇的保护基，该保护基在酸性条件下稳定且可通过钠汞齐脱保护至醇。

### 甲基磺酰胺
甲基磺酰氯可与胺反应，形成甲基磺酰胺。不同于甲磺酰酯，甲基磺酰胺是一种在酸性和碱性条件下皆非常稳定的官能团。若作为保护基保护胺基，脱保护时可使用四氢锂铝或溶解金属还原反应。

### 与炔烃加成
在氯化铜的存在下，甲基磺酰氯可与炔烃加成形成β-氯代砜化合物。

### 形成杂环
使用碱（如三乙胺）处理后，甲基磺酰氯可进行消除反应，得到硫酰烯化合物（Sulfene）。硫酰烯化合物可进行环加成反应以制备多种杂环，如α-羟基酮与硫酰烯化合物反应得到五元环的磺内酯化合物。

### 多种反应
制备酰基亚胺离子可通过α-羟基酰胺与甲基磺酰氯在碱（通常为三乙胺）条件下反应。